# Burai-ha
La Burai-ha o scuola decadente (無頼派 buraiha) era un gruppo di scrittori dissoluti che esprimevano la mancanza di scopi e la crisi di identità nel Giappone post-seconda guerra mondiale. 
Anche se non comprendono una vera scuola letteraria, gli scrittori della Burai-ha erano uniti da un simile approccio alle tematiche e allo stile. 
I personaggi principali dei romanzi di questa scuola incarnano la figura dell'antieroe, debosciato e senza scopi.
Le opere di questi scrittori sono incentrate sulla critica di tutta la letteratura giapponese pre-guerra e dei valori sociali statunitensi che erano stati introdotti in Giappone con l'occupazione.
Le opere che costituiscono questa scuola non fanno appello a una corrente stilistica in particolare e i confini di questo movimento risultano quindi indefiniti.

## Scrittori
Vengono soprattutto associati a questo gruppo Ango Sakaguchi, Osamu Dazai e Sakunosuke Oda; tuttavia, spesso vengono associati anche altri scrittori, come Jun Ishikawa, Ito Sei, Jun Takami, Tanaka Hidemitsu e Kazuo Dan.
Vanno inoltre aggiunti, secondo il biografo e critico letterario Takeo Okuno, Miyoshi Juro e Taiko Hirabayashi.

## Il termine
Il termine burai, che è stato conferito a questo gruppo dai critici conservatori, significa letteralmente "inaffidabile" e fa riferimento a un individuo la cui condotta va contro convenzioni sociali tradizionali. Data la natura sovversiva delle loro opere, i membri di questo gruppo venivano inizialmente chiamati Shingesakuha (新戯作派, lett: "la nuova scuola Gesaku", dove il termine gesaku indica opere leggere scritte per il divertimento), da un movimento letterario del periodo Edo, ma il termine fu rimpiazzato quando opere meno irriverenti divennero popolari sotto quel nome.

## Stile di vita
Il gruppo viene chiamato in Occidente "scuola decadente" a causa dello stile di vita dissoluto che questi scrittori conducevano, passando il tempo nei bar, facendo uso di droga e avendo una vita sessuale sregolata. Un perfetto  esempio di questo stile di vita fu dato da Ango Sakaguchi che scioccò il pubblico giapponese con la pubblicazione di un saggio intitolato Sulla decadenza (堕落論 darakuron). Questo, secondo la critica, "permise al popolo giapponese, specialmente ai giovani, di riscattare il proprio senso di sé e iniziare la vita nel dopoguerra".